# Туберкулоза
Туберкулозата (на латински: Tuberculosis), разговорно наричана също охтика или особено в литературата „Жълтата гостенка“, е хронично протичащо специфично възпалително заболяване, което засяга предимно белите дробове, но може да засегне и централната нервна система, лимфните съдове, храносмилателната система, костите, ставите или кожата.
Специфичният причинител на туберкулозата е Mycobacterium tuberculosis, наречен още бацил на Кох. Той бива 5 основни типа (човешки, говежди, птичи, миши и поикилотермен), като епидемиологично значение за човека имат първите два. Лекува се с индивидуална антибиотична терапия. В прибалтийските страни са забелязани случаи на резистентни към известните лекарства щамове. Той се намира навсякъде в околната среда. Източник на заразата е болният от туберкулоза, който кашля. Повечето инфекции са асимптоматични и латентни. Но около една на десет латентни инфекции се развиват прогресивно и активират заболяването. Ако туберкулозата не се лекува, тя води до смърт при повече от 50 % от инфектираните. Най-застрашени от заразяване и заболяване са контактните, т.е. живеещите и работещите в едно помещение с болния. Не всеки контактен се разболява. От туберкулоза се разболяват лица с потисната имунна система. Предразполагащи фактори са непълноценното и нерационалното хранене, стресът, преумората, злоупотребата с алкохол, тютюнопушенето, т.е. всичко, което срива защитата на организма. Рискови за заболяване от туберкулоза са и лица със захарен диабет, стомашно-чревни страдания, лекуваните продължително време с кортизонови препарати, провеждащите химио- и лъчелечение и др.
Класическите симптоми на активната туберкулозна инфекция са хронична кашлица с примесени с кръв храчки, температура, нощно потене и загуба на тегло. В миналото наричали туберкулозата „охтика“, заради загубата на тегло при инфектираните. Инфектирането на други органи предизвиква широка гама от симптоми. Диагнозата на активна туберкулоза се основава на радиологично изследване (обикновено рентген на гръдния кош), както и микроскопско изследване и микробиологична култура на телесните флуиди. Диагнозата на латентната туберкулоза се основава на туберкулинов кожен тест (TКT) и кръвни тестове. Лечението е трудно и налага прилагането на множество антибиотици в продължение на дълъг период от време. Наблюдават се също и хората, които са били в контакт с болния и ако е необходимо им се прилага лечение. Резистентността към антибиотиците е все по-нарастващ проблем при туберкулоза с мултилекарствена резистентност (MDR-TB) инфекции. За да се предотврати туберкулозата, хората трябва да бъдат проверявани за наличие на заболяването и ваксинирани с ваксина с бацил на Калмет–Герен.
Експертите смятат, че една трета от населението на света е заразено с Mycobacterium tuberculosis и всяка секунда се заразява по един човек по света. През 2007 г. е изчислено, че по света са активни 13,7 милиона хронични случаи. През 2010 г. е изчислено, че са се заразили нови 8,8 милиона души и е имало 1,5 милиона смъртни случая, най-вече в развиващите се страни. Абсолютният брой на случаите на туберкулоза намалява от 2006 г. насам, а новите случаи са намалели от 2002 г. Туберкулозата не е разпределена равномерно по света. Около 80 % от населението в много азиатски и африкански страни дава положителен резултат при туберкулинов тест, но само 5 – 10 % от населението в САЩ дава положителен резултат от теста. Повечето хора в третия свят развиват туберкулоза поради отслабен имунитет. Обикновено тези хора развиват туберкулоза, защото са инфектирани с ХИВ и развиват СПИН.

## Етиология
Главният причинител на туберкулозата при човека е аеробната неподвижна бактерия Mycobacterium tuberculosis. Много от характеристиките на заболяването се дължат на високото съдържание на липиди в този патоген. Клетките на бактерията се делят на всеки 16 – 20 часа, много бавно в сравнение с други бактерии, които се делят за по-малко от час. Микобактериите имат клетъчна мембрана от липиден двоен слой. Ако се извърши оцветяване по Грам, микобактерията или се оцветява леко Грам-положително или не задържа оцветяване, защото стената на клетката и има високо липидно и муколитично киселинно съдържание. Микобактерията на туберкулозата може да устои на слаб дезинфектант и може да оцелее в сухо състояние в продължение на седмици. В природата бактерията може да се развива само в клетките на организъм-приемник, но може да бъде отгледана в лабораторни условия.
Като използват хистологични оцветявания върху изкашляни проби от храчка, учените могат да идентифицират микобактерията на туберкулозата под обикновен (светлинен) микроскоп. Микобактерията на туберкулозата задържа някои петна дори и след като се обработи с киселинен разтвор, затова се класифицира като киселинноустойчив бацил. Най-широко разпространени са две техники на киселинноустойчиво оцветяване:
- оцветяване по Цил – Нилсен, при което киселинноустойчивият бацил се оцветява в ярко червено, което изпъква ясно на син фон;[13]
- оцветяване с аурамин – родамин, последвано от флуоресцентна микроскопия.[14]

Групата на M. tuberculosis включва още четири микобактерии, причиняващи туберкулоза – M. bovis, M. africanum, M. canetti и M. microti. M. africanum не е широко разпространена, но в някои части на Африка е важен причинител на болестта. M. bovis в миналото е основен причинител на туберкулоза, но масовата пастьоризация на млякото до голяма степен я елиминира като заплаха за хората в развитите страни. M. canetti е рядка и изглежда се среща само в Африка, макар че са известни няколко случая при африкански емигранти. M. microti е наблюдавана главно при пациенти с имунна недостатъчност, макар че е възможно разпространението ѝ да е подценявано.
Другите познати патогенни микобактерии включват M. leprae, M. avium, и M. kansasii. Последните два вида се класифицират като нетуберкулозни микобактерии (НТМ). НТМ не предизвикват туберкулоза или проказа, но те в действителност причиняват белодробни заболявания, които наподобяват туберкулозата.

## Исторически сведения за заболяването

### В древността
Туберкулозата е заболяване, известно от древността. Най-ранните сигурни доказателства за това датират от епохата на плейстоцена. Открити са фрагменти ДНК от причинителя на заболяването в кост на бизон, живял в Северна Америка и боледувал от туберкулоза преди 17 500 – 18 000 години. Все още не е ясно дали човекът се е превърнал в чувствителен за заболяването вид, заразявайки се от одомашнените животни, или е настъпил точно обратният процес. Последните изследвания сочат, че основните причинители за туберкулозата при човека и говедата (Mycobacterium tuberculosis и Mycobacterium bovis) не произлизат пряко един от друг, а имат общ предшественик.
При археологически разкопки в източното Средиземноморие учени откриват общ гроб на майка и дете, погребани преди около 9000 години. При изследване на костите им се установява, че те са боледували от туберкулоза. Характерни за туберкулозата изменения са открити в гръбначен стълб на египетска мумия на възраст 4500 – 5000 години. Сигурни доказателства за наличие на туберкулоза при хората в Южна Америка датират отпреди 2000 години при мумии, открити в Андите. От общо 12 при 7 от тях има ясни доказателства, че са боледували от това заболяване.
Дълго преди да бъде открит причинителят на туберкулозата се е предполагало, че тя е заразна болест. Във вавилонския кодекс на Хамурапи било разрешено правото на развод с болна жена, проявяваща признаци на белодробна туберкулоза. В Индия, Португалия и Венеция били издадени закони, които задължавали болните от туберкулоза да съобщават за своето състояние.

### В народните вярвания и фолклор
В годините преди възникването на индустриалната революция доста често се е приемало, че болните от туберкулоза са вампири. Хората смятали, че когато в едно семейство почине човек от туберкулоза, останалите членове на семейството губят своето здраве и бавно умират. Според суеверието се вярвало, че умрелият от туберкулоза член на семейството бавно източва живота на своите близки. Тези вярвания се подкрепяли и от факта, че болните проявяват симптоми, подобни на тези за които се смята, че са свойствени за вампирите. Хората с туберкулоза почти винаги имат червени, подути очи (състояние, при което се проявява чувствителност към ярка светлина), бледа кожа, ниска телесна температура и храчене на кръв. Други народни вярвания приписват болестта на непрестанни нощни самодивски танци, които изтощават жертвата поради липсата на почивка. Според други поверия болните са приемани като жертва на кошмари. През 19 век на туберкулозата е придаден романтичен характер, благодарение на чувството на еуфория възникващо в последния етап на болестта. При прогресиране на заболяването страдалците проявяват особен изблик на енергия, което ги прави по-креативни за кратък етап от болестта.
В миналото в България заболяването е наричано с описателните имена охтика и жълта гостенка. Тези имена се дължат на характерните признаци на заболяването – прогресивна кашлица и отслабване.

### Научно изследване на болестта
Началото на същинското проучване на туберкулозата се поставя с труда „Медицински канон“ на Авицена от 1020 г. Той е първият учен, определил белодробната туберкулоза като заразна болест, първи установява връзката между диабета и туберкулозата, а също така първи изказва предположението, че тя може да се предаде при контакт с почва и вода. Авицена създава метод на карантиниране на болните във връзка с ограничаване на разпространението на туберкулозата. В древността лечението на заболяванията се е фокусирало върху прилагането на диети. В тази връзка Плиний Стари в своето произведение „Естествена история“ описва няколко метода на лечение на туберкулозата. Такива например са консумацията на черен дроб от вълк, предварително накиснат в слабо вино, консумиране на свинска мас от свиня, хранена само с трева, или месен бульон от женско магаре.
Въпреки че през 1689 г. д-р Ричард Мортън установява връзката на белодробната форма с наличието на туберкули, поради многообразието на проявените симптоми, туберкулозата не е била идентифицирана като едно общо заболяване. Едва през 1820 г. става ясно, че всички признаци касаят това заболяване, а през 1839 г. Йохан Шьонлайн го нарича с името туберкулоза. През периода 1838 – 1845 г., собственикът на Мамутовата пещера, д-р Джон Крогън довежда редица страдащи от туберкулоза с надежда те да се излекуват благодарение на постоянната температура и чистотата на въздуха в пещерата. Болните умират в рамките на една година след тяхното идване. Първият санаториум за туберкулозно болни е открит през 1859 г. от Херман Бремер в градчето Гьорберсдорф, тогава в Германия (днес Соколовско, Полша).
През 1868 г. немският патолог Теодор Лангханс при изследване на туберкули открива наличието на гигантски клетки в тях.
В средата на XIX век френския корабен лекар Жан Вилмен наблюдавал разпространението на туберкулоза благодарение на болен матрос на кораба, когото обслужвал. Като доказателство за заразния характер на болестта той събирал храчки от пациенти и заразявал с тях морски свинчета. Животните заболявали и умирали от туберкулоза. Вилмен достига до извода, че туберкулозата има заразен характер. Мнението на Вилмен било потвърдено през 1879 г. и от немския патолог Юлиус Конхайм. При опитите си той заразявал зайци с поразени тъкани на умрели от туберкулоза хора.
През XIX и началото на XX век заболяването придобива сериозна обществена значимост като се превръща в ендемично заболяване на бедните граждани. През 1815 г. един от четири смъртни случая в Англия е в резултат на туберкулоза, а във Франция през 1918 г. всеки шести умира от нея. През XX век от туберкулоза умират около 100 милиона души. След като е бива установен заразния характер на болестта във Великобритания е предприета кампания за прекратяване на храченето на обществени места, а болните бедняци са притискани да влязат в санаториуми, чиито условия наподобяват тези на затвор. В същия момент санаториумите за по-богатите кръгове от обществото предлагат многократно по-добри условия и постоянни медицински грижи. Въпреки това обаче, каквито и условия да се предлагат в санаториумите дори и в най-добрите 50 % от постъпилите в тях са умирали до петата година в тях. В Съединените щати също се отнасят сериозно към разпространението на заболяването като се забранява плюенето на обществени места с изключение на специално поставени за целта плювалници.
Причинителят на туберкулозата Mycobacterium tuberculosis, е идентифициран и описан на 24 март 1882 г. от Роберт Кох. Това откритие се дължи на седемнадесетгодишен труд. Той бива видян от Кох в микроскопски препарат от храчка на туберкулозно болен човек. За това си откритие той получава Нобелова награда за физиология и медицина през 1905 г., а причинителят в началото е наречен в негова чест „Бацил на Кох“. Кох не е вярвал, че говеждата и човешката туберкулоза са близки помежду си. Това забавя откриването на връзката заразено мляко консумирано от хора да е възможен път за заразяване. През следващите години благодарение на пастьоризацията на млякото този процес е прекратен и спомага за ограничаване на случаите на заразяване на хора.

### Развитие на диагностиката, профилактиката и лечението на туберкулозата
През 1819 г. френският лекар Рене Лаенек предлага метода аускултация на белите дробове. Той повлиява положително в по-нататъшната разработка на методите на диагностика на туберкулозата.
През 1890 г. Роберт Кох получава за първи път туберкулин и го описва като „водно-глицеринов извлек на туберкулинова култура“. За целите на диагностиката Кох предлага да се извършва подкожна проба с инжектиране на туберкулин. На лекарския конгрес в Берлин Кох съобщил за възможно профилактично и даже лечебно действие на туберкулина. Той бил изпитан при опитите му с морски свинчета както и върху себе си и своята сътрудничка (която впоследствие става негова съпруга). Година след това отново в Берлин е направено официално заключение относно високата ефективност на туберкулина в диагностиката, докато лечебните му свойства били доста противоречиви.
Първият истински успех в създаването на ваксина против туберкулоза е разработен от атенюиран щам на Mycobacterium bovis. Това откритие било направено от микробиолога Албер Калмет и ветеринарния лекар Камил Герин през 1906 г. Тя е наречена „БЦЖ“ („BCG“/Bacillus of Calmette and Guérin). Тази ваксина била приложена за първи път във Франция на новородено и е започнала масово да се прилага при хора в страната, а в годините след Втората световна война ваксинацията бързо се налага и в САЩ, Великобритания и Германия.
През 1943 г. Зелман Ваксман и Алберт Шац получават стрептомицин, който става и първия антимикробен препарат оказващ бактериостатично действие на причинителите на заболяването. През 1946 г. той е използван за пръв път в лечението на туберкулозата.
Въпреки надеждите за окончателно ликвидиране на болестта и въвеждането на нови лекарствени средства в борбата с нея през 80-те години се получават сведения за появата на мултирезистентни щамове. Пример за това са случаите на туберкулоза във Великобритания. През 1913 г. са регистрирани 117 000 туберкулозно болни, през 1987 г. те спадат до около 5000, но случаите отново нарастват през следващите години достигайки до 6300 през 2000 г. и 7600 през 2005 г. През 1993 г. СЗО обявява декларация от опасността от разпространение на мултирезистентна туберкулоза. В световен мащаб ежегодно от резистентни щамове се разболяват около половин милион души.

## Разпространение
Около една трета от населението в света е инфектирано с Mycobacterium tuberculosis. На всяка секунда в света възниква по една нова инфекция. Въпреки това повечето инфекции с Mycobacterium tuberculosis не причиняват туберкулозно заболяване, а 90 – 95 % от инфекциите остават асимптоматични. През 2007 г. се е смятало, че хроничните активни заболели наброяват 13,7 милиона души. През 2010 г. са диагностицирани 8,8 милиона нови случая на туберкулоза и 1,45 милиона смъртни случая, повечето от тях в развиващите се страни. От тези 1,45 милиона смъртни случая около 0,35 милиона са при хора със смесена инфекция с HIV.
Туберкулозата е втората най-честа причина за смъртност от инфекциозни заболявания (след смъртността от HIV/СПИН). Абсолютният брой на туберкулозни случаи („болестност“) прогресивно намалява от 2005 г. Новите случаи на туберкулоза (заболеваемост) намаляват от 2002 г. Китай постига особено впечатляващ напредък. Смъртността в тази страна е намаляла с приблизително 80 % между 1990 и 2010 г. Туберкулозата се среща по-често в развиващите се страни. Около 80 % от населението в много азиатски и африкански държави дава положителен резултат от туберкулиновите тестове, при само 5 – 10 % положителни резултати от тестовете сред населението на САЩ. Експертите се надяват, че туберкулозата ще може да се контролира напълно. Въпреки това няколко фактора правят малко вероятен пълния контрол върху туберкулозата. Трудно е да се разработи ефикасна ваксина. Диагностицирането на заболяването е скъпо и отнема време. Лечението изисква много месеци. Все повече хора с HIV се заразяват с туберкулоза. Лекарствено резистентната туберкулоза се появява през 80-те години на 20 век.
През 2007 г. държавата с най-висока заболеваемост от туберкулоза е Свазиленд с 1200 случая на 100 000 души. Индия е с най-голяма обща заболеваемост с отчетени 2 милиона нови случая. В развитите държави туберкулозата се среща по-рядко, главно в градските райони. През 2010 г. случаите на туберкулоза на 100 000 души в различни места по света са били: общо за света – 178, Африка – 32, Северна, Централна и Южна Америка – 36, Източното Средиземноморие – 173, Европа – 63, Югоизточна Азия – 278 и Западния тихоокеански регион – 139. В Канада и Австралия туберкулозата се среща много по-често сред аборигенните племена, по-специално в отдалечените области. В Съединените щати смъртността от туберкулоза при коренното население е пет пъти по-висока.
Туберкулозата при говедата е слабо разпространена в страните от ЕС. В някои от тях дори е напълно ликвидирана. В България случаите на туберкулоза при говедата са също единични. При птиците заболяването е широко разпространено. Най-разпространена е сред популацията домашни птици отглеждани по екстензивен начин в малки лични стопанства. При свинете заболяването е слабо разпространено и е в пряка връзка от съвместното отглеждане с болни говеда и птици и отглеждането им от болни от туберкулоза стопани. При останалите домашни животни има спорадичен характер и се проявява с единични случаи.

## Епидемиология

### Рискови фактори
Съществуват няколко фактора, които правят хората по-податливи на туберкулозни инфекции. Най-важният рисков фактор в световен мащаб е HIV – 13 % от всички случаи на туберкулоза са инфектирани с HIV. Този проблем е често срещан в Субсахарска Африка, където процентът заразени с HIV е висок. Туберкулозата е тясно свързана с пренаселеността и лошото хранене. Тази връзка превръща заболяването в едно от водещите болести на бедността. С най-висок риск от заразяване са хора употребяващи наркотици, жители и служители на места, където се събират лесно податливи на зараза хора (например затвори и подслони за бездомни), хора, които са бедни и нямат достъп до адекватни медицински грижи, високорискови етнически малцинства, деца в близък контакт с високорискови хора и здравните работници, които обслужват тези групи. Хроничното белодробно заболяване е друг значителен рисков фактор. Силикозата например увеличава риска от около 30 пъти. Тютюнопушещите са около два пъти по-рискови за заразяване в сравнение от непушачите. Други болестни състояния също могат да увеличат риска от развиване на туберкулоза, включително алкохолизъм и захарен диабет (тройно по-висок риск). Някои лекарства, като кортикостероиди и инфликсимаб (анти-αTNF моноклонално антитяло) стават все по-значими рискови фактори, особено в развития свят. Съществува също и генетична предразположеност, но учените все още не са определили доколко тя има значение.

### Предаване
Когато хора с активна белодробна туберкулозна кашлица кихат, говорят, пеят или плюят те отделят заразни аерозолни капки с диаметър от 0,5 до 5 µm. Само при едно кихане може да отделят до 40 000 микроскопични капчици. Всяка от тях може да предаде заболяването, тъй като необходимото количество за заразяване с туберкулоза е много ниско. Човек може да се зарази дори ако е вдишал по-малко от 10 бактерии.
Хората в продължителен, чест или близък контакт с болни от туберкулоза са под висок риск от заразяване като процентът достига до 22 %. Един човек с активна, но нелекувана туберкулоза може да зарази 10 – 15 (или повече) други хора на година. Обикновено само хора с активна туберкулоза предават заболяването. Счита се, че хората с латентна инфекция не са заразни. Вероятността за предаване от един човек на друг зависи от няколко фактора. Тези фактори включват броя заразни капки, които отделя носителят на заразата, ефикасността на вентилацията на средата на съответните хора, продължителността на експозицията, вирулентността на микобактерията и нивото на имунитета на незаразения човек. За да се предотврати каскадата на разпространение от човек на човек, хората с активна (изразена) туберкулоза трябва да бъдат отделени и подложени на лечение. След около две седмици ефикасно лечение, хората с неустойчиви към антибиотици активни инфекции в общия случай не остават заразни за другите. Ако някой все пак се зарази, обикновено отнема три до четири седмици, преди новозаразеният да стане достатъчно заразен, за да предаде заболяването на другите.

### Възприемчивост
Заболеваемостта от туберкулоза варира според възрастта. В Африка заболяването засяга предимно хора на възраст между 12 и 18 години и млади хора в зряла възраст. Въпреки това в държави, в които заболеваемостта е намаляла значително (като Съединените щати), туберкулозата е най-вече заболяване на по-възрастните хора и хората с отслабена имунна система.
При говедата болестта се причинява от Mycobacterium bovis. Заразяването с Mycobacterium tuberculosis не предизвиква заболяване, а само ограничени локални поражения в лимфните възли на храносмилателния канал. Говедата се заразяват и с Mycobacterium avium в случаите на съвместно отглеждане с птици, каквото доста често се наблюдава при екстензивното животновъдство. И в този случай не се предизвиква заболяване, а само единични изменения в лимфните възли на храносмилателната система. Въпреки че последните два причинителя не предизвикват заболяване при говедата, те ги алергизират за известен период и е възможно да покажат положителна или неопределена (съмнителна) кожна реакция при алергично изследване с туберкулин.
Туберкулозата при свинете се дължи и на трите причинителя като най-често боледуват от говеждия тип, по-рядко от птичия и най-рядко от човешкия.
Домашните продуктивни птици боледуват от туберкулоза, причинена от Mycobacterium avium. Папагалите и други птици, отглеждани като домашни любимци, биват заразявани от Mycobacterium tuberculosis.
Конете и дребният рогат добитък (овце и кози) боледуват от туберкулоза, причинена от Mycobacterium bovis.
Кучетата и котките боледуват от туберкулоза, причинена от Mycobacterium bovis и Mycobacterium tuberculosis.
От домашните животни най-възприемчиви са говедата и биволите, по-слабо свинете последвани от коне, овце, кози, кучета и котки. От домашните птици най-чувствителни са кокошките, а патиците, гъските, гълъбите и пъдпъдъците са устойчиви на заболяването. Диви и екзотични бозайници и птици, отглеждани при домашни условия, могат да бъдат опасен източник на заразяване за човека. Най-често това се случва при отглеждане на примати заловени от дивата природа или отглеждани и развъждани в неблагоприятни условия.

## Патогенеза
Около 90 % от хората, които са заразени с Mycobacterium tuberculosis имат асимптоматични, латентни туберкулозни инфекции. При тези хора шансът латентната инфекция да прогресира в изразена, активна туберкулоза, е само 10 %. При хората с HIV рискът да развият активна туберкулозна инфекция се увеличава с почти 10 % на година. Ако не се осигури ефикасно лечение, смъртността за случаите на активна туберкулоза е до 66 %.
Туберкулозната инфекция започва, когато микобактериите достигнат белодробните алвеоли, където те навлизат и се размножават в ендозомите на алвеоларните макрофаги. Основното огнище на инфекцията в белите дробове, познато като огнище на Гон, се намира в горния или долния дял или в долната част на горния дял. Туберкулозата в белите дробове може да се получи също и чрез инфекция от кръвния поток, която е позната като огнище на Саймън. Инфекцията с огнище на Саймън обикновено се открива в горната част на белия дроб. Това хематогенно предаване също може да разпространи инфекцията до по-отдалечени места, като периферните лимфни възли, бъбреците, мозъка и костите. Туберкулозата засяга всички части на тялото, макар че по неизвестни причини рядко засяга сърцето, скелетните мускули, панкреаса или щитовидната жлеза.
Туберкулозата се класифицира като едно от грануломатозните възпалителни заболявания. Макрофагите, T-лимфоцитите, B-лимфоцитите и фибробластите са сред клетките, които се струпват, за да формират грануломи. Лимфоцитите заобикалят заразените макрофаги. Грануломата предотвратява разпространението на микобактериите и осигурява местна среда за взаимодействие между клетките на имунната система. Бактериите в грануломата могат да се превърнат в латентни, което води до латентна инфекция. Друга характеристика на грануломите е развитието на анормална смърт на клетките (некроза) в центъра на туберкулите. Наблюдавана с просто око тази некроза наподобява структурата на меко бяло сирене и се нарича казеозна некроза.
Бактериите на туберкулозата могат да навлязат в кръвния поток от участък с нарушена тъкан. Те могат да се разпространят в цялото тяло и да създадат много огнища на инфекцията, които се виждат като малки бели туберкули в тъканите. Тази остра форма на туберкулозата се нарича милиарна туберкулоза. Тя се среща най-често при малки деца и хора с HIV. Хората с тази дисеминирана туберкулоза са с висок процент на смъртност дори и при лечение (около 30 %).
При много хора инфекцията се засилва и отслабва. Разрушаването на тъканите и некрозата често се компенсират със зарастване и фиброза. Засегнатата тъкан се заменя с ръбцова тъкан (сраствания) и каверни (кухини), изпълнени с казеозно-некротичен материал. По време на активното заболяване, някои от тези кухини се свързват към дихателните пътища бронхи и този материал може да бъде изкашлян. Този материал съдържа живи бактерии и може да разпространи инфекцията. Лечението с подходящи антибиотици убива бактериите и благоприятства лекуването. Когато заболяването бъде излекувано, засегнатите участъци се заменят от съседна тъкан.

## Клинични признаци
Около 5 – 10 % от хората, които нямат ХИВ, но са заразени с туберкулоза развиват активна форма на заболяването през живота си. Обратно на това 30 % от хората, които са инфектирани с ХИВ и туберкулоза развиват активна форма на заболяването. Туберкулозата може да инфектира всяка част на тялото, но тя най-често прониква в белите дробове (позната като пулмонарна (белодробна) туберкулоза). Екстрапулмонарна туберкулоза се проявява, когато туберкулозата се развие извън белите дробове. Екстрапулмонарната туберкулоза може да съществува едновременно с пулмонарната. Първите симптоми за туберкулоза са обща отпадналост, лесна умора, безапетитие, поддържане на температура 37 – 38 °C, с продължително време (месеци), обилно нощно потене. Освен това болните се оплакват от студени тръпки, загуба на апетит и телесно тегло, бърза умора. Може също да се появи значителна деформация на пръстите.

### Пулмонарна форма
Ако туберкулозната инфекция се активира, тя засяга белите дробове при около 90 % от хората. Симптомите може да включват болки в гърдите и продължителна кашлица с храчки. Около 25 % от хората нямат никакви симптоми (асимптоматични). Понякога болните храчат кръв в малки количества. В редки случаи инфекцията може да разруши стената на белодробната артерия, което води до масивен кръвоизлив, наречен аневризъм на Расмунсен. Туберкулозата може да стане хронично заболяване и да остави значителни следи в горните белодробни лобове. Най-често се засяга горната част на белите дробове. Причината за това не е напълно ясна. Може би горната част на белите дробове се засяга повече заради по-добрия приток на въздух или поради лош лимфен дренаж.

### Екстрапулмонарна форма
При 15 – 20 % от активните случаи инфекцията се разпространява извън дихателните органи, което причинява други видове туберкулоза. Туберкулозаната инфекция, чиито огнища са извън дихателните органи се нарича „екстрапулмонарна туберкулоза“. Екстрапулмонарната туберкулоза се появява най-често при хора с потисната имунна система и при малки деца. Екстрапулмонарната форма се появява при повече от 50 % от хората, които имат HIV. Главните местонахождения на екстрапулмонарна инфекция включват плеврата (при туберкулозен плеврит), централната нервна система (при туберкулозен менингит) и лимфната система (като скрофулоза на врата). Екстрапулмонарната туберкулоза се проявява също и в пикочно-половата система (като урогенитална туберкулоза) и в костите и ставите (като болест на Пот на гръбначния стълб), а също и на други места. Когато се разпростре до костите, тя е позната също и като „костна туберкулоза“, която е форма на остеомиелит. Една потенциално по-сериозна, широко разпространена форма на туберкулозата, се нарича „дисеминираната“ туберкулоза, позната като милиарна туберкулоза. Милиарната туберкулоза съставлява 10 % от екстрапулмонарните случаи.

## Прогноза
Преминаването на туберкулозната инфекция изразено туберкулозно заболяване става, когато бацилите преодолеят защитата на имунната система и започнат да се размножават. При първично туберкулозно заболяване (около 1 – 5 % от случаите), това развитие се случва скоро след първоначалната инфекция. Въпреки това в повечето случаи латентната инфекция протича без явни симптоми. Тези скрити бацили произвеждат активна туберкулоза в 5 – 10 % от латентните случаи, като често това става много години след инфекцията.
Опасността от повторно активиране се увеличава при потисната имунна система, причинена например от инфекция с HIV. При хора, коинфектирани с Mycobacterium tuberculosis и HIV, опасността от повторно активиране нараства до 10 % на година. Проучванията, които използват ДНК отпечатъци на щамове на Mycobacterium tuberculosis, сочат, че повторното инфектиране причинява повторно развиване на туберкулоза по-често, отколкото се считаше по-рано. Повторните инфекции могат да възлизат на над 50 % от повторно активираните случаи в районите, където туберкулозата е често срещана. Шансът за смъртност при туберкулоза е около 4 %, считано от 2008 г. – при 8 % през 1995 г.

## Патологоанатомични изменения
В резултат на възпалителния процес се образува специфичен туберкулозен гранулом наречен „туберкул“ от лимфоцити, епителоидни клетки, гигантски клетки тип Лангханс и централно разположена казеозна некроза.

## Диагноза

### Активна туберкулоза
Трудно е да се диагностицира активната туберкулоза въз основа само на признаци и симптоми. Трудно е също заболяването да се диагностицира при хора, които са с потисната имунна система. Хората, които показват признаци на белодробно заболяване или конституционални симптоми, които продължават за период по-дълъг от две седмици е възможно обаче да са заразени с туберкулоза. Рентгенова снимка на гръдния кош и неколкократни посевки от храчки за киселиноустойчиви бацили обикновено са част от първоначалната оценка. Интерферон-гама базираните тестове (IGRA) и кожните проби с туберкулин не са от полза в развиващите се страни. IGRA са с подобни ограничения и при хората с HIV.
Окончателна диагноза туберкулоза се поставя, когато се идентифицира Mycobacterium tuberculosis в клинична проба (например храчка, гной или биопсия на тъкан). Трудният процес на посявка за този организъм с бавен растеж обаче може да отнеме две до шест седмици за посявка от кръв или храчка. Ето защо често лечението започва преди потвърждаване на посевките.
Тестовете за амплификация на нуклеинови киселини и тестването на аденозин дезаминаза могат бързо да диагностицират туберкулозата. Тези тестове обаче обикновено не се препоръчват, защото рядко променят начина на лечение на болния. Кръвните тестове за отчитане на антитела не са специфични или чувствителни и поради тази причина не се препоръчват.

### Латентна туберкулоза
Туберкулинов кожен тест на Манту се използва често за скрининг на хора с висок риск за заболяване от туберкулоза. Възможно е хора, които са били имунизирани по-рано, да дадат фалшив положителен резултат от пробата. Пробата може да е фалшиво отрицателна при хора със саркоидоза, лимфом на Ходжкин и недохранване. Най-важното е, че пробата може да даде фалшив положителен резултат при хора с активна туберкулоза. Интерферон-гама тестовете на кръвна проба се препоръчват за хора с положителна проба на Манту. Интерферон-гама тестовете не се влияят от имунизация или от повечето бактерии от околната среда, така че те много рядко дават фалшиви положителни резултати. Но те са засегнати от M. szulgai, M. marinum и M. kansasii. Интерферон-гама тестът може да увеличи чувствителността, когато се използва в допълнение към кожната проба. Използван самостоятелно обаче, интерферон-гама тестът може да е по-малко чувствителен от кожната проба.

## Лечение
За лечението на туберкулоза се използват антибиотици, които унищожават бактериите. Ефикасното лечение на туберкулозата е трудно поради нетипичната структура и химически състав на микобактериалната клетъчна стена. Клетъчната стена отблъсква лекарствата и прави много от антибиотиците неефикасни. Двата най-често използвани антибиотика са изониазид и рифампицин, а лечението може да продължи с месеци. При лечението на латентна туберкулоза обикновено се прилага един антибиотик. Активната форма на туберкулоза се лекува най-добре с комбинация от няколко антибиотика за намаляване на опасността бактериите да развият резистентност към антибиотици. Латентната инфекция се лекува и за предотвратяване на активна форма на туберкулоза на по-късен етап от живота. СЗО препоръчва пряко наблюдавано лечение. При това лечение лекарите наблюдават как пациентите вземат лекарствата си. Целта е да се намали броят на хората, които не приемат правилно антибиотиците. Въпреки това, доказателствата в подкрепа на пряко наблюдаваното лечение са оскъдни. Методите чрез напомняне на хората, че лечението е важно са ефикасни.

### Първоначална проява
От 2010 г. препоръчителното лечение при първоначална проява на белодробната туберкулоза е комбинация от антибиотици, приемана в продължение на шест месеца. През първите два месеца се приемат рифампицин, изониацид, пиразинамид и етамбутол. През следващите четири месеца се приема рифампицин и изониацид. При висока резистентност към изоцианид през последните четири месеца може да се приложи етамбутол.

### Повторна проява на заболяването
При повторна проява на туберкулозата и преди определяне на лечението следва да се направи изследване на резистетността на заболяването към антибиотиците. Ако се открие туберкулоза с мултилекарствена резистентност (MDR-TB), се препоръчва лечение с най-малко четири ефикасни антибиотика за период от 18 – 24 месеца.

### Лекарствена резистентност
Първична резистентност възниква, когато човек е инфектиран с резистентен щам на туберкулоза. Човек с напълно податлива туберкулоза може да развие вторична (придобита) резистентност по време на лечението. Даден пациент може да развие вторична резистентност поради неподходящо лечение, в случай че не е предписана съответната схема (липса на съответствие) или ако използва некачествени лекарства. Лекарствено резистентната туберкулоза е сериозен проблем на общественото здраве в много развиващи се страни. Лечението на лекарствено резистентната туберкулоза е по-дълго и изисква по-скъпи лекарства. MDR-TB се определя като резистентност към двете най-ефикасни лекарства от първа линия за лечение на туберкулоза: рифампицин и изониацид. Екстензивно лекарствено резистентната туберкулоза е резистентна към три или повече от шестте класа лекарства от втора линия. Напълно лекарствено резистентната туберкулоза е резистентна на всички използвани понастоящем лекарства. Напълно лекарствено резистентната туберкулоза е наблюдавана за първи път през 2003 г. в Италия, но до 2012 г. не се съобщава за голям брой случаи.

## Профилактика и борба
Усилията, насочени към профилактиката и контрола на туберкулозата разчитат на ваксинация на децата и откриване на подходящо лечение за проявите на активното заболяване. Световната здравна организация е постигнала определен успех в подобряване на схемите на лечение. Отбелязва се слабо намаляване на броя на случаите.

### Ваксини
От 2011 г. насам единствената налична ваксина е бацил на Калмет и Герен (БЦЖ). БЦЖ е ефикасна ваксина срещу разпространяването на заболяването в детска възраст, но не осигурява достатъчна защита срещу белодробната туберкулоза. И все пак това е най-широко използваната ваксина в света, като с нея са ваксинирани над 90 % от всички деца. След десет години обаче имунитетът, който тя дава, намалява. Туберкулозата не е често срещана в повечето части на Канада, Великобритания и Съединените щати, така че ваксината БЦЖ се прилага само при хора с висок риск от заболяването. Една от причините да не се използва ваксината е, че резултатите, които тя дава при кожен туберкулинов тест, са фалшиво положителни, което прави теста безполезен при проверка за това заболяване. Разработват се нови ваксини.

### Обществено здравеопазване
През 1993 г. Световната здравна организация обявява туберкулозата като „извънредна ситуация по отношение на здравеопазването в световен мащаб“. През 2006 г. в рамките на Инициативата за борба с туберкулозата (Stop TB Partnership) е разработен Глобален план за спиране на туберкулозата, чиято цел е спасяването на 14 милиона живота до 2015 г. Редица от поставените цели вероятно няма да бъдат изпълнени до 2015 г., най-вече поради увеличаването на случаите на туберкулоза, свързана с HIV и появата на туберкулоза с мултилекарствена резистентност (MDR-TB). В обществените програми за здравеопазване се използва система класификация на туберкулозата, разработена от Американското торакално общество.

## Общество и култура
Световната здравна организация и Фондацията на Бил и Мелинда Гейтс субсидират нов бързодействащ диагностичен тест за страните с ниски и средни доходи. До 2011 г. много бедни населени места все още имат достъп само до микроскопско изследване на храчка.
През 2010 г. Индия е с най-голям общ брой случаи на туберкулоза в света. Една от причините е слабият контрол над заболяването от страна на частния сектор на здравеопазването. Програми като Ревизирана програма за национален контрол на туберкулозата помагат за намаляване на случаите на туберкулоза сред хората, получаващи обществени здравни грижи.

## Изследвания
БЦЖ ваксината има известни ограничения и са в ход изследвания за разработване на нова ваксина против туберкулоза. Няколко потенциални кандидата са в процес на фаза I и II на клинично изпитване. Два основни подхода се опитват да подобрят ефикасността на съществуващите ваксини. Единият от тях включва добавяне на субединична ваксина към БЦЖ. Другата стратегия се опитва да създаде нови и по-добри живи ваксини. MVA85A е пример за субединична ваксина, която се изпитва в Южна Африка. MVA85A е базирана на генетично модифициран вакциния вирус. Надеждата е, че ваксините ще изиграят решаваща роля в лечението на латентното и активното заболяване.
За да се насърчават бъдещите открития, изследователите и политиците популяризират нови икономически модели за разработване на ваксини, включващи цени, данъчни стимули и предварителни търговски договорености. Няколко групи са ангажирани с изследвания, включително и Партньорството за спиране на туберкулозата (Stop TB Partnership), Южноафриканската инициатива за туберкулозна ваксина и Световната фондация Aeras за ваксиниране за туберкулоза (Aeras Global TB Vaccine Foundation). Световната фондация Aeras за ваксиниране за туберкулоза получи дарение от повече от 280 милиона щатски долара от Фондацията на Бил и Мелинда Гейтс за разработване и лицензиране на подобрена ваксина срещу туберкулоза за страните с висока заболеваемост.

## Туберкулоза при животните
Микобактериите заразяват много различни видове животни, включително птици, гризачи и влечуги. Подвидовете на „микобактериум туберкулозис“ са рядко срещани сред дивите животни. Сравнително успешно беше усилието за унищожаване на туберкулозата сред едрия рогат добитък, причинена от „микобактериум бовис“ (говежда микобактерия) сред говедата и стадата от елени в Нова Зеландия. По-малко успешни бяха усилията във Великобритания.

## Известни личности, заболели от туберкулоза
- Нелсън Мандела – първия чернокож президент на ЮАР

## Известни личности, починали от туберкулоза
- Йордан Йовков – български писател
- Сава Филаретов – български просветител
- Марин Дринов – български историк
- Любен Каравелов – български поет
- Христо Смирненски – български поет
- Екатерина Ненчева – българска поетеса
- Луций Елий – римски император
- Джовани Перголези – италиански композитор, цигулар и органист
- Махмуд II – султан на Османската империя
- Алфонсо XII – крал на Испания
- Фридрих Шилер – немски поет, историк и драматург
- Луи Брайл – създател на азбуката за незрящи
- Фредерик Шопен – полски композитор
- Симон Боливар – латиноамерикански революционер и политик
- Джоузеф Конрад – британски писател
- Хенри Дейвид Торо – американски писател
- Франц Кафка – австрийски писател
- Антон Павлович Чехов – руски писател и драматург
- Максим Горки – руски писател
- Иля Илф – руски писател-сатирик.
- Гаврило Принцип – босненски сърбин, убил австрийския ерцхерцог Франц Фердинанд
- Дан Колов или Дончо Колев Данев – първият български кечист
- Джон Кийтс – английски писател – романтик
- Владимир Дьомин – съветски футболист
- Георги Раковски – български революционер
- Васил Априлов - български дарител